# Djamal Mahamat
Jamāl Muḥammad Bīndī (in arabo جمال محمد بيندي‎?; Tripoli, 26 aprile 1983) è un ex calciatore libico, di origini ciadiane, di ruolo centrocampista.

## Carriera

### Club
Dopo aver giocato con varie squadre di club tra Francia e Portogallo, nel 2011 si trasferisce al Braga.

### Nazionale
Nel 2010 debutta con la Nazionale libica.